# Distretto di Košice-okolie
Il distretto di Košice-okolie (in lingua slovacca okres Košice-okolie; in ungherese: Kassa-vidéki járás) è un distretto della regione di Košice, nella Slovacchia orientale. Il distretto circonda interamente l'area urbana della città di Košice.
Fino al 1918, il distretto era diviso tra le contee ungheresi di Abov-Turňa, e quella di Šariš. Gli ungheresi compongono circa il 16,4% della popolazione del distretto.

## Geografia antropica
Il distretto è composto da 2 città e 112 comuni:

### Città
- Medzev
- Moldava nad Bodvou

### Comuni
- Bačkovík
- Baška
- Belža
- Beniakovce
- Bidovce
- Blažice
- Bočiar
- Bohdanovce
- Boliarov
- Budimír
- Bukovec
- Bunetice
- Buzica
- Cestice
- Chorváty
- Chrastné
- Čakanovce
- Čaňa
- Čečejovce
- Čižatice
- Debraď
- Drienovec
- Družstevná pri Hornáde
- Dvorníky-Včeláre
- Ďurďošík
- Ďurkov
- Geča
- Gyňov
- Hačava
- Háj
- Haniska
- Herľany
- Hodkovce
- Hosťovce
- Hrašovík
- Hýľov
- Janík
- Jasov

- Kalša
- Kecerovce
- Kecerovský Lipovec
- Kechnec
- Kokšov-Bakša
- Komárovce
- Kostoľany nad Hornádom
- Košická Belá
- Košická Polianka
- Košické Oľšany
- Košický Klečenov
- Kráľovce
- Kysak
- Malá Ida
- Malá Lodina
- Milhosť
- Mokrance
- Mudrovce
- Nižná Hutka
- Nižná Kamenica
- Nižná Myšľa
- Nižný Čaj
- Nižný Klátov
- Nižný Lánec
- Nová Polhora
- Nováčany
- Nový Salaš
- Obišovce
- Olšovany
- Opátka
- Opiná
- Paňovce
- Peder
- Perín-Chym
- Ploské
- Poproč
- Rákoš

- Rankovce
- Rešica
- Rozhanovce
- Rudník
- Ruskov
- Sady nad Torysou
- Seňa
- Skároš
- Slančík
- Slanec
- Slanská Huta
- Slanské Nové Mesto
- Sokoľ
- Sokoľany
- Svinica
- Šemša
- Štós
- Trebejov
- Trstené pri Hornáde
- Trsťany
- Turnianska Nová Ves
- Turňa nad Bodvou
- Vajkovce
- Valaliky
- Veľká Ida
- Veľká Lodina
- Vtáčkovce
- Vyšná Hutka
- Vyšná Kamenica
- Vyšná Myšľa
- Vyšný Čaj
- Vyšný Klátov
- Vyšný Medzev
- Zádiel
- Zlatá Idka
- Žarnov
- Ždaňa